# كيرت فيلدت
كورت فيلدت (22 نوفمبر 1897 - 11 مارس 1970) جنرالًا في الفيرماخت في ألمانيا النازية خلال الحرب العالمية الثانية . وقد حصل على وسام الفارس الصليبي الحديدي. كان القائد الألماني في معركة Afsluitdijk في الفترة من 12 إلى 14 عام 1940. [بحاجة لمصدر]

## الجوائز
- وسام الفارس الصليبي الحديدي في 23 أغسطس 1941 كجنرال قائد وقائد 1. قسم كافاليري [1]

### اقتباسات
1. ↑  Scherzer 2007, p. 304.

### قائمة المراجع
- Scherzer, Veit (2007). Die Ritterkreuzträger 1939–1945 Die Inhaber des Ritterkreuzes des Eisernen Kreuzes 1939 von Heer, Luftwaffe, Kriegsmarine, Waffen-SS, Volkssturm sowie mit Deutschland verbündeter Streitkräfte nach den Unterlagen des Bundesarchives [The Knight's Cross Bearers 1939–1945 The Holders of the Knight's Cross of the Iron Cross 1939 by Army, Air Force, Navy, Waffen-SS, Volkssturm and Allied Forces with Germany According to the Documents of the Federal Archives] (بالألمانية). Jena, Germany: Scherzers Militaer-Verlag. ISBN:978-3-938845-17-2.

| مناصب عسكرية    | مناصب عسكرية                                           | مناصب عسكرية    |
| --------------- | ------------------------------------------------------ | --------------- |
| سبقه {{{سبقه}}} | Commander of فرقة الفرسان الأولى {{{الأعوام}}}         | تبعه {{{تبعه}}} |
| سبقه {{{سبقه}}} | Commander of فرقة بانزر الرابعة والعشرين {{{الأعوام}}} | تبعه {{{تبعه}}} |